# Paparazzi
«Paparazzi» — пісня, яку записала американська співачка Леді Ґаґа і яка вийшла як сингл з її дебютного студійного альбому «The Fame». Пісню написали Роб Ф'юсері та Ґаґа, вона вийшла як третій сингл з альбому у Росії як четвертий сингл в Канаді і США, і як п'ятий в Австралії, Великій Британії, Ірландії, Італії, Новій Зеландії і Франції. Реліз відбувся 6 липня 2009 року у Великій Британії і через чотири дні — в Австралії. Спочатку, п'ятим синглом у Великій Британії хотіли випустити «LoveGame», але через його потенційно суперечливу лірику та відверте музичне відео, п'ятим синглом вибрали «Paparazzi». Пісню написала Ґаґа для того, щоб відобразити її прагнення до слави. «Paparazzi» — средньотемпова, танцювальна композиція, лірика якої показує ситуацію, коли когось нав'язливо переслідують, щоб отримати увагу і славу.
Пісню позитивно оцінили критики за її веселий настрій, клубну атмосферу і її назвали піснею, що найбільше запам'ятовується і є осмисленою в альбомі. Музичне відео у пісні показує Ґаґу як фатальну старлетку, що переслідується фотографами і в процесі, ледь не вбиту її бойфрендом. Відео показує як вона виживає, повертається і мстить своєму бойфренду, в процесі експериментуючи зі способами повернення своєї слави. «Paparazzi» увійшла в топ-10 чартів Австралії, Канади, Ірландії, Росії та Великій Британії, очолила чарти Німеччини та Чехії. У США пісня досягла 6-го місця в чарті «Billboard Hot 100».

## Створення композиції

Гага виконує пісню «Рaparazzi» на The Monster Ball Tour.

Коли Рон Сломовіч з «About.com» написав, що існує багато значень пісні, Ґаґа відповіла:
|  | Що ж, я так рада, що існує так багато інтерпретацій, в цьому і була ідея. Пісня про декілька різних речей — про мою внутрішню боротьбу, що полягає в тому, чи хочу я слави, або я хочу любові? Також пісня про спокушання папарацці, для того, щоб вони полюбили мене. Пісня про медіапростітуціі ... Це пісня про любов до камер, але ж це ще і пісня, яка ставить питання слави і любові — чи можна мати все одразу, або лише щось одне? |

В інтерв'ю австралійській газеті «Daily Telegraph», Ґаґа пояснила, що пісня написана також про пошук балансу між успіхом і любов'ю. Білл Лемб з «About.com» погодився, що пісня є своєрідною даниною «симботичним, але в результаті повністю фальшивим і „пластиковим“ відносинам між зірками, яких переслідують папарацці, які, як би там не було, існують для того, щоб документувати історію і, в результаті, створювати славу».

## Критика

Гага виконує пісню «Paparazzi» на The Fame Ball Tour.

Критики дали позитивну оцінку пісні. Джилл Мензей з журналу «Billboard», під час рецензії «The Fame Ball Tour», похвалив Гагін вокал у пісні, сказавши, що: "одержима славою балада «Paparazzi» показала, наскільки майстерною вона може бути зі своїм голосовим діапазоном ". Алексіс Петрідіс з «Ґардіану» сказав, що «ви можете швидко втомитися від постійно повторюваної теми альбому, але мелодія „Paparazzi“ дійсно займає місце у вашій голові і ніяк не бажає покинути її». Стефан Томас Ерлвайн з «Allmusic» назвав пісню розумною і сказав, що вона «функціонує одночасно як чудовий поп-треш і як зла пародія на нього». Бен Норман з «About.com» сказав, що пісня входить в його трійку найулюбленіших в альбомі і додав, що вона дивна. Прайя Елан з «The Times» висловив думку, що «навіть тріо пісень, які складають основу тієї теми зірковості всього альбому („Paparazzi“, „Beautiful Dirty Rich“ і заголовний трек) не зливаються з зохоплючою порожнечею популярності, а радше воліють спостерігати з боку». Білл Лемб з «About.com» порахував, що пісня є вершиною Гаги, як артиста. У продовженні, він зазначив симбіотичні відносини між зіркою і папарацці, емоцію приховану за словами і музикою і впевнений вокал Гаги, як доводи «за» пісню.
Еван Сауд з «PopMatters» сказав, що обидва сингли, «Paparazzi» і раніший «Poker Face», співставні в музичному стилі з першим синглом співачки, «Just Dance», але додав, що «ні в одному з номерів немає навіть натяку на те, що Гага повторює себе, замість цього, здається, що її помилки викликані лише тим, що вона намагається зайти на ту територію, до якої, мабуть, ще не готова». Фрідом Да Лек з «The Washington Post» критично оцінив пісню і сказав, що попри те, що Гага здається серйознішою, коли повчально співає «Paparazzi», пісня все одно здається такою ж плоскою і безликою, як і прісною. Еріка Ховард з «New Times Broward-Palm Beach» назвала пісню найбільш «говорячою» на альбомі. Джон Караманіка з «The New York Times» сказав, що «Paparazzi» — це любовне послання від камери до суб'єкта, але воно занадто швидко обривається, щоб показати, що ці відносини взаємні. Будь-яке згадування того, що Гага намагається показати глибший сенс повністю обривется на ліриці, збоченій хизування в простоті, яка взагалі не передає весь цинізм ситуації.

## Чарти

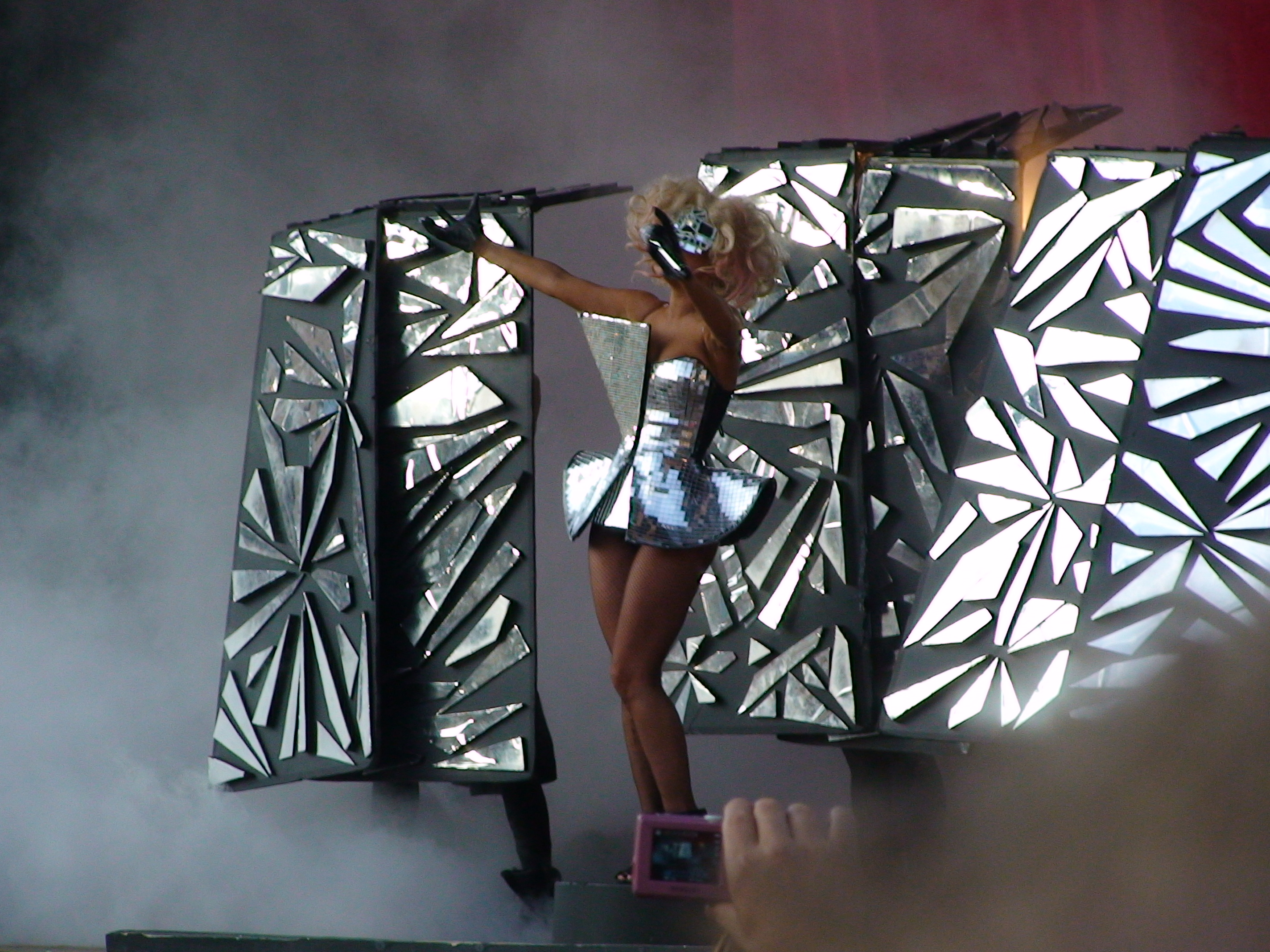
Гага виконує пісню «Paparazzi» на Gröna Lund, Стокгольм, Швеція в серпні 2009.

Сингл дебютував в чарті США «Billboard Hot 100» 12 вересня 2009 на 74 позиції. У результаті пісня досягла 6-ї позиції, ставши четвертим синглом поспіль потрапив у топ-10 чарта. Завдяки успіху композиції, Гага стала однією з нечисленних співачок, чиї чотири сингли з дебютного альбому потрапили в топ-10 чарта за останні 10 років (серед інших співачок — Крістіна Агілера, Бейонсе і Ферджі). Сингл також очолив чарт поп-композицій «Billboard Pop Songs» і таким чином Гага стала першою виконавицею за 17 років, чиї перші чотири сингли очолили цей хіт-парад. Пісня також очолила чарт танцювальної клубної музики «Hot Dance Club Songs». Сингл розійшовся тиражем в 2 мільйони цифрових копій в США, за даними «Nielsen Soundscan». У Канаді «Paparazzi» дебютував у чарті «Canadian Hot 100» на 92 позиції і піднявся до 57 позиції в наступний тиждень, ставши лідером тижня по збільшенню цифрових завантажень. У результаті пісня отримала 3 місця у чарті.
«Paparazzi» дебютував в австралійському чарті «Australian Singles Chart» на 73 позиції 1 червня 2009 року і піднявся до 27 позиції в наступний тиждень. Пісня досягла 2-го рядка чарту, ставши п'ятим синглом Гаги, що потрапили в топ-5. Сингл був сертифікований двічі платиновим в Австралії, з продажами в 140 тисяч копій. У Новій Зеландії пісня дебютувала на 23 рядку 22 червня 2009. Сингл був сертифікований як золотий, після 14 тижнів перебування у чарті, з продажами більше 7,5 тисяч копій.
Пісня дебютувала у чарті Великої Британії «UK Singles Chart» у лютому 2009 року на 99 позиції, завдяки цифровим продажам синглу, відразу після випуску альбому «The Fame». Сингл досяг 4 позиції в чарті і пізніше досяг 4 позиції.
«Paparazzi» очолив чарт Німеччини, ставши другим синглом № 1 у країні. У Нідерландах композиція дебютувала на 27 рядку 18 липня 2009 і досягла 4 позиції, після шести тижнів перебування у чарті. В Італії пісня дебютувала на 19 позиції і пізніше досягла 3 місця, ставши другим синглом Гаги що потрапили в топ-3 цього чарту.

## Музичне відео
Відео було знято шведським режисером, Йонасом Акерлундом, який до цього знімав відео-кліпи для таких виконавців, як The Smashing Pumpkins, Мадонна, Moby, Rammstein та U2. Дружина Йонаса, Беа Акерлунд, була найнята як стиліст Гаги. В інтерв'ю MTV, Гага говорила, що вже зняла «[..] моє відео для „Paparazzi“, яке вийшло в дуже проятном для мене ключі. Відео — це такий міні-фільм». В інтерв'ю «The Canadian Press», 26 травня 2009, співачка описала своє нове відео, як «найбільш дивовижну креативну роботу, яку [вона] створювала з кимось спільно, до теперішнього моменту». Вона також пояснила приховану ідею відео та основну думку, яку вона несе в собі:

Воно несе реальний, справжній і сильний посил, що відноситься до медіа-проституції і смерті, до втрати слави, і до того як це впливає на молодих людей. Відео досліджує ті штучно роздмухувані ситуації, в яких опиняються люди, аби стати знаменитими. Якщо говорити більш точно — це порнографія і вбивство. Це найчільніші теми відео.

Очікуваної датою прем'єри було 4 червня 2009, у Великій Британії та Ірландії, в ефірі «Channel 4». Однак, 29 травня, під час гастролей по Австралії, Гага залишила повідомлення на її акаунті в твіттері: «досить красти мої чортові відео», яке пояснювалося тим, що реліз пройшов без згоди співачки.
Відеокліп являє собою восьми-хвилинний міні-фільм, головні ролі в якому виконують Гага і шведський актор Олександр Скарсгард, який грає роль її бойфренда. Сюжет включає лінію вбивства, в якій замішана фатальна старлетка, постійно переслідувана фотографами. Відео починається зі сцен в особняку, розташованому на березі моря, де Гага і її бойфренд показані лежачими на ліжку і розмовляли по-шведськи. Після вони переміщуються на відкриту терасу і починають обійматися, в той час, як схований фотограф робить їхні знімки. Гага розуміє, що її бойфренд пропустив фотографа на територію маєтку і намагається зупинити його. Однак, коли вона не може вирватися з його обіймів, вона розбиває пляшку шампанського об його голову. Розсерджений бойфренд зіштовхує її з балкона, після чого Гага показана лежачою на землі в калюжі власної крові, в той час, як папараці її фотографують, а таблоїди виходять під заголовками, які повідомляють, що її кар'єра закінчена. За твердженнями журналу «Rolling Stone», дана сцена була зроблена під впливом фільму «Запаморочення», Альфреда Хічкока.
Далі показана сцена, в якій Гага під'їжджає до будинку на лімузині. Чоловік танцюрист переносить її на руках з машини і садить у інвалідне крісло. З цього моменту починає звучати пісня. У той час, як танцюристи починають виконувати Танею навколо неї, Гага встає з крісла і пересувається за допомогою милиць по червоному килиму, одягнена в металеві бюст і шолом. Ця сцена перемежується, зі сценами, що показують мертвих моделей лежачих навколо особняка. Далі Гага показана лежачою на золотій софі, де вона обіймається з трьома рокерами, під час рядка «Loving you is cherry pie». Тріо, відоме під ім'ям «Snake of Eden», знімається в телевізійній програмі «Daisy of Love».
У наступній сцені, Гага і її бойфренд, який читає журнал, показані сидячими на канапі в чайній кімнаті. На Газі одягнений жовтий костюм і круглі окуляри. «The Guardian» зіставили вид Гаги в цій сцені з зображенням Міккі Мауса. Зрештою Гага мстить своєму бойфренду, отруюючи його, використовуючи отруту, яка перебувала в її кільці і яку вона непомітно насипала йому у напій. Коли він помирає, вона телефонує в 911 і говорить, що тільки що вбила свого бойфренда. Дальше прибуває поліція і заарештовує Гагу, в той час як папарацці знову оточують її. Газетні заголовки, цього разу, стверджують про її невинність, про те, що вона повернулася і знову стала знаменитою і популярною. Відео закінчується тим, що Гага позує як модель, для поліцеских знімків, в той час, як закадровий голос говорить: «Дивися в камеру … наступна!».

## Список композиций
| - Англійський і австралійський CD-сингл 1. «Paparazzi» (Альбомна версія) — 3:29 2. «Paparazzi» (Filthy Dukes Remix) — 5:21 - Канадський і австралійський iTunes remix EP 1. «Paparazzi» (Stuart Price Remix) — 3:19 2. «Paparazzi» (Moto Blanco Edit) — 4:05 3. «Paparazzi» (Filthy Dukes Club Mix) — 5:21 4. «Paparazzi» (James Carameta Tabloid Club Edit) — 4:27 - Англійський та ірландський iTunes remix EP 1. «Paparazzi» — 3:27 2. «Paparazzi» (Filthy Dukes Club Mix) — 5:21 3. «Paparazzi» (Moto Blanco Edit) — 4:05 4. «Paparazzi» (Stuart Price Remix) — 3:19 5. «Paparazzi» (Yuksek Remix) — 4:47 - US iTunes Remix EP 1. «Paparazzi» (Demolition Crew Remix) — 3:55 2. «Paparazzi» (Moto Blanco Edit) — 4:05 3. «Paparazzi» (Stuart Price Remix) — 3:19 4. «Paparazzi» (Filthy Dukes Club Mix) — 5:21 | - US 'The Remixes' CD single 1. «Paparazzi» (Demolition Crew Remix) — 3:55 2. «Paparazzi» (Moto Blanco Edit) — 4:05 3. «Paparazzi» (Stuart Price Remix) — 3:19 4. «Paparazzi» (Filthy Dukes Club Mix) — 5:21 5. «Paparazzi» (James Camareta Tabloid Club Edit) — 4:27 6. «Paparazzi» (Album Version) — 3:29 7. «Paparazzi» (Instrumental Version) — 3:29 - Французький та німецький iTunes Remix EP 1. «Paparazzi» (Moto Blanco Edit) — 4:05 2. «Paparazzi» (Moto Blanco Bostic Dub) — 6:42 3. «Paparazzi» (Demolition Crew Remix) — 3:55 4. «Paparazzi» (Stuart Price Remix) — 3:19 5. «Paparazzi» (Filthy Dukes Club Mix) — 5:21 6. «Paparazzi» (Yuksek Remix) — 4:47 7. «Paparazzi» (James Camareta Tabloid Club Edit) — 4:27 8. «Paparazzi» (Radio Edit) — 3:28 - US iTunes Remix EP #2 1. «Paparazzi» (Chew Fu Ghettohouse Radio Edit) — 3:39 2. «Paparazzi» (Yuksek Remix) — 4:47 3. «Paparazzi» (James Camareta Tabloid Club Edit) — 4:27 |

## Чарти і продажі
| Країна (2009)            | Найвища позиція |
| ------------------------ | --------------- |
| Австралія                | 2               |
| Австрія                  | 3               |
| Бельгія (Фландрія)       | 7               |
| Бельгія (Валлонія)       | 6               |
| Канада                   | 3               |
| Чехія                    | 1               |
| Данія                    | 12              |
| Нідерланди               | 4               |
| European Hot 100 Singles | 3               |
| Фінляндія                | 9               |
| Франція                  | 6               |
| Німеччина                | 1               |
| Ірландія                 | 4               |
| Італія                   | 3               |
| Нова Зеландія            | 5               |
| Росія                    | 8               |
| Словаччина               | 5               |
| Іспанія                  | 46              |
| Швеція                   | 23              |
| Швейцарія                | 4               |
| Велика Британія          | 4               |
| США                      | 6               |

| Країна          | Сертифікація |
| --------------- | ------------ |
| Австралія       | 2× Платина   |
| Німеччина       | Золото       |
| Нова Зеландія   | Золото       |
| Швейцарія       | Золото       |
| Велика Британія | Золото       |
| США             | Платина      |

| Чарт (2009)              | Позиція |
| ------------------------ | ------- |
| Australian Singles Chart | 12      |
| Canadian Hot 100         | 18      |
| German Singles Chart     | 23      |
| UK Singles Chart         | 18      |
| U.S. Billboard Hot 100   | 53      |

| Чарт десятиліття (2000—2009) | Позиція |
| ---------------------------- | ------- |
| Австралія                    | 78      |

## Хронологія релізу
| Регіон          | Дата            |
| --------------- | --------------- |
| Ірландія        | 5 липня 2009    |
| Велика Британія | 6 липня 2009    |
| Австралія       | 10 липня 2009   |
| Італія          | 17 липня 2009   |
| США             | 8 вересня 2009  |
| Німеччина       | 11 вересня 2009 |
| Франція         | 7 грудня 2009   |